# Hedysarum occidentale
Hedysarum occidentale är en ärtväxtart som beskrevs av Edward Lee Greene. Hedysarum occidentale ingår i släktet buskväpplingar, och familjen ärtväxter. Inga underarter finns listade i Catalogue of Life.